# Nabati-Poesie
Die Nabati-Poesie, auch Volkspoesie oder Beduinenpoesie genannt, ist seit dem 16. Jahrhundert bekannt und ein fester Bestandteil der arabischen Kultur. Sie ist ausschließlich auf der arabischen Halbinsel zu finden. Viele historische Ereignisse sind heute nur bekannt, weil diese durch Nabati-Poesie in der arabischen Sprache überliefert wurden.  
Einer der bekanntesten Dichter der Nabati-Poesie ist Muhammad bin Raschid Al Maktum, der heutige Herrscher von Dubai. 